# قانون شيرمان لمكافحة الاحتكار لعام 1890
قانون شرمان لمنع الاحتكار Sherman Antitrust Act (قانون شرمان،2 يوليو 1890)، هو أحد معالم القوانين الاتحادية في تشريع فدرالي رئيسي ضمن قانون المنافسة الأمريكية صدق عليه الكونجرس عام 1890. يمنع هذا التشريع أنشطة تجارية معينة يعتبرها منظمو الحكومة الفدرالية أنها خارج المنافسة، ويتطلب من الحكومة الفدرالية التحقيق وتعقب الودائع، الشركات، والمنظمات المشتبه في انتهاكها للقانون. كان هذا أول تشريع فدرالي يحجم الكارتلات والاحتكارات، ولا يزال حتى اليوم يشكل الأساس لمعظم دعاوى الحكومة الفدرالية الأمريكية. ومع ذلك، كان الجزء الأكبر، من السياسيين لا يفضلون الرجوع أو إنفاذ هذا القانون حتى رئاسة روزڤلت (1901-1909) وما بعدها.
سمي قانون شيرمان على اسم مؤلفه، السيناتور جون شيرمان، جمهوري من أوهايو، كان رئيس لجنة المالية في مجلس الشيوخ، وكان أيضاً زميل روكفلر. بعد التصديق عليه في مجلس الشيوخ، في 8 أبريل 1890، بتصويت 51-1، مُرر القانون بالإجماع (242-0) في مجلس النواب، في 20 يونيو 1890، وأصبح قانوناً بعدما وقع عليه الرئيس بنجامين هاريسون في 2 يوليو 1890.

## معلومات حول القانون
مهدت الولايات المتحدة عام 1890 الطريق لقانون المنافسة وعملت بقوة على تقوية مستقبل الأسواق الحرة في النظام الأمريكي من خلال تبني تشريع فدرالي جديد: قانون شيرمان لمنع الاحتكار. للمرة الأولى في التاريخ، تتولى حكومة قومية زمام المسؤولية في التحقيق، وإذا لزم الأمر، ملاحقة الاحتكارات والتكتلات التي تحدد الأسعار. مع مرور الوقت، أصبحت نتائج هذا العمل، الذي استنكره قادة الصناعة في وقت المصادقة عليه، واضحة. من خلال الحد من قدرة الشركة في السيطرة على منافسيها في السوق، جعل القانون الجديد النظام الاقتصادي الأمريكي أكثر ديناميكية وأكثر انفتاحا على المنافسين الجدد والتكنولوجيات الجديدة. وشهد القرن التالي توسعاً اقتصادياً كبيراً، وارتفاعاً في المستويات المعيشية في الولايات المتحدة.
أقر الكونجرس الأمريكي التشريع في وقت اتسم بتغيير صناعي مضطرب، في وقت كانت فيه التكنولوجيات الجديدة للإنتاج الضخم لسلع المصانع بجميع أنواعها تؤدي إلى ولادة "الشركات الكبرى"، في وقت كانت فيه شبكات التوزيع الموسعة التي تبعت فترة توحيد مواصفات السكك الحديدية بعد الحرب الأهلية تحيك مزائج مختلفة الألوان والأشكال من الأسواق الإقليمية لتجعلها اقتصاداً وطنياً. ولأن هذه التطورات الثورية بشرت بكفاءة اقتصادية أكبر بكثير مما كان معروفا في الماضي، في الوقت نفسه، كانت الاحتكارات أو الكارتلات تسيطر على نحو متزايد على صناعات بأكملها. تجدر الإشارة إلى أن الكارتل هو مجموعة من الشركات المتنافسة التي اتفقت على تحديد الأسعار أو اتخاذ تدابير أخرى للحد من المنافسة فيما بينها. ومن خلال سن قانون منع الاحتكار للحد من هذا السلوك، عمل الكونجرس على إمالة التجارة الحرة في النظام الأمريكي نحو المنافسة بدلا من التلاعب في السوق وراء الكواليس من قبل المصالح الخاصة القوية.